# كيد ماكلولين
كيد ماكلولين (بالإنجليزية: Kid McLaughlin)‏ هو لاعب كرة قاعدة أمريكي، ولد في 12 أبريل 1888 في Randolph, New York ‏ في الولايات المتحدة، وتوفي في 17 نوفمبر 1934 في Allegany, New York ‏ في الولايات المتحدة.

## وصلات خارجية
- كيد ماكلولين على موقعبيزبول رفرنس.كوم (الدوري الرئيسي) (الإنجليزية)
- كيد ماكلولين على موقعبيزبول رفرنس.كوم (الدوري الثانوي) (الإنجليزية)